# Ivan Della Mea
Ivan Della Mea (Lucca, 16 de outubro de 1940 — Milão, 14 de junho de 2009, foi um cantor, compositor, jornalista e escritor italiano, e foi membro politicamente ativo do movimento chamado Nuova canzone politica italiana ("Nova canção política italiana"), nos anos 1960.

## Biografia
Ivan Della Mea nasceu na cidade de Lucca em 16 de outubro de 1940, mas transferiu-se em tenra idade para Milão, tornando-se um cantor e um autor milanês também pela escolha linguística (são suas as mais belas baladas contemporâneas em dialeto milanês, como El me gatt (mais tarde retomada, traduzida para o dialeto napolitano, por Daniele Sepe), Ringhera (dedicada em parte a "Strage di Piazza della Loggia" de 28 de maio de 1974), Mio dio Teresa tu sei bella, La balada dell'Ardizzone.
Protagonista  da Nuova canzone politica italiana ("Nova canção política") dos anos '60 (é sua entre tantas O cara moglie, publicada em 45 rotações em 1966), teve por companheiros de estrada  Fausto Amodei, Michele Straniero, Sandra Mantovani, Giovanna Daffini, Rudi Assuntino, Gualtiero Bertelli, Alfredo Bandelli, Paolo Pietrangeli, Giovanna Marini, Sandra e Mimmo Boninelli e grupos como o "Nuovo canzoniere milanese", o "Canzoniere Pisano", o "Nuovo Canzoniere Bresciano", os "E'Zezi di Pomigliano d'Arco", o "Gruppo Padano di Piadena", "I giorni Cantati", o "Canzoniere Veneto", Peppino Marotto e os cantores de Orgosolo, Pino Masi e tantos outros.
Em 1956 inscreve-se no Partido Comunista Italiano. Antes de ocupar-se de música desempenhou vários trabalhos, como operário em uma fábrica eletromecânica, atendente de bar, entregador em bicicleta de uma drogaria milanesa, entregador sem bicicleta do Calendario del Popolo de Giulio Trevisani, revista mensal na qual se tornará primeiro corretor para os redatores, depois redator do jornal Stasera, revisor de edições periódicas da Editora Mondadori (Gialli, Urania, Segretissimo) para os quais escreveu alguns contos. Começa a escrever canções em 1957; em 1962 o encontro com Gianni Bosio sinaliza momento importante na sua vida de militante e de cantor.
À 1h30min do dia 14 de junho de 2009 morreu inesperadamente no Ospedale San Paolo di Milano, onde estava se recuperando depois de longo período de saúde precária.
Como jornalista era titular de colunas fixas nos jornais "L'Unità" e "Liberazione". Era irmão mais jovem do igualmente jornalista e ativista político Luciano Della Mea (1924-2003).

## Atividade musical
Junto com Bosio, Ivan Della Mea é um dos fundadores do Nuovo Canzoniere Italiano, com quem desempenhará intensa atividade,  não só em espetáculos, discos, mas também de pesquisa. Suas primeiras intervenções fazem parte do disco "Canti e inni socialisti", produzida em 1962 para o 70.º aniversário da fundação do Partido Socialista Italiano, enquanto que para a recém-criada gravadora I dischi del sole publica seu primeiro LP, Ballate della piccola e della grande violenza.
A sua produção discográfica gira em torno de alguns discos de 45 rotações, como "O cara moglie" e de diversos 33 rotações como o já citado Ballate della piccola e della grande violenza de 1962 e, a seguir, La mia vita ormai e Ho letto sul giornale.
Em 1966, publicou o LP Io so che un giorno; a seguir Il rosso è diventato giallo (1969), Se qualcuno ti fa morto (1972), La balorda (1972) (sucessivamente representada por Felice Andreasi e, alguns anos mais tarde, por Monica Vitti), com a célebre Ballata per Ciriaco Saldutto, dedicada ao estudante turinense que viveu no castelo San Donato.

## Discografia

### Vinil  33 RPM
- 1966 - Io so che un giorno (I dischi del sole, DS 122/24)
- 1969 - Il rosso è diventato giallo (I dischi dello zodiaco, VPA 8104)
- 1972 - La balorda (I dischi dello zodiaco, VPA 8165)
- 1972 - Se qualcuno ti fa morto (I dischi del sole, DS 1009/11)
- 1974 - Ringhera (I dischi del sole, DS 1045/47)
- 1975 - Fiaba grande (I dischi del sole, DS 1060/62)
- 1978 - La piccola ragione di allegria (I dischi del sole, DS 1090/92)
- 1979 - Sudadio giudabestia (I dischi del sole, DS 1114/16)
- 1980 - Sudadio giudabestia-2 (I dischi del sole, DS 1120/22)
- 1983 - Karlett (I dischi del sole)

### CD
- 1997 - Ho male all'orologio (Il manifesto)
- 2000 - La cantagranda forse walzer (Il manifesto)

### EP
- 1962 - Ballate della violenza (I dischi del sole, DS 19)
- 1964 - Ho letto sul giornale (I dischi del sole, DS 36)
- 1965 - La mia vita ormai (I dischi del sole, DS 43)
- 1972 - La nave dei folli (EP) (I dischi del sole, DS 78)

### Vinil 45 RPM
- 1966 - O cara moglie/Io ti chiedo di fare all'amore (I dischi del sole, DS 205])
- 1967 - Ciò che voi non dite/La linea rossa (I dischi del sole - Série Linea Rossa, LR 45/3; com Giovanna Marini)

## Obras literárias
- 1990 - Se nasco un'altra volta ci rinuncio"  [primeiro Prêmio Forte dei Marmi  'para o livro mais divertido do ano'; Interno Giallo Editores]
- 1995 - "Sveglia sul buio" [romance, Granata Press]
- 2004 - "Prima di dire" [poesia, Jaca Book-il Grandevetro Editores]
- 2006 - "Accadde a Tuscamelot" [Jaca Book-il Grandevetro Editores]